# Octogomphus specularis
Octogomphus specularis – gatunek ważki z rodziny gadziogłówkowatych (Gomphidae); jedyny przedstawiciel rodzaju Octogomphus. Występuje na zachodnich wybrzeżach Ameryki Północnej – od Kolumbii Brytyjskiej (południowo-zachodnia Kanada) przez zachodnie USA po Półwysep Kalifornijski (północno-zachodni Meksyk).